# 10657 Wanach
A 10657 Wanach (ideiglenes jelöléssel 2251 T-1) a Naprendszer kisbolygóövében található aszteroida. Cornelis Johannes van Houten,  Ingrid van Houten-Groeneveld és Tom Gehrels fedezte fel 1971. március 25-én.